# Coulours
Coulours est une commune française située dans le département de l'Yonne, en région Bourgogne-Franche-Comté.

## Géographie

### Climat
Pour des articles plus généraux, voir Climat de la Bourgogne-Franche-Comté et Climat de l'Yonne.
En 2010, le climat de la commune est de type climat océanique dégradé des plaines du Centre et du Nord, selon une étude du Centre national de la recherche scientifique s'appuyant sur une série de données couvrant la période 1971-2000. En 2020, Météo-France publie une typologie des climats de la France métropolitaine dans laquelle la commune est exposée à un climat océanique altéré et est dans la région climatique  Nord-est du bassin Parisien, caractérisée par un ensoleillement médiocre, une pluviométrie moyenne régulièrement répartie au cours de l’année et un hiver froid (3 °C). 
Pour la période 1971-2000, la température annuelle moyenne est de 10,8 °C, avec une amplitude thermique annuelle de 16,2 °C. Le cumul annuel moyen de précipitations est de 796 mm, avec 12,2 jours de précipitations en janvier et 8 jours en juillet. Pour la période 1991-2020, la température moyenne annuelle observée sur la station météorologique installée sur la commune est de 11,2 °C et le cumul annuel moyen de précipitations est de 786,0 mm. 
La température maximale relevée sur cette station est de 39,8 °C, atteinte le 7 août 2003 ; la température minimale est de −16,7 °C, atteinte le 2 janvier 1997,,. 
| Mois                                  | jan.             | fév.             | mars            | avril         | mai             | juin          | jui.            | août           | sep.          | oct.            | nov.            | déc.             | année      |
| ------------------------------------- | ---------------- | ---------------- | --------------- | ------------- | --------------- | ------------- | --------------- | -------------- | ------------- | --------------- | --------------- | ---------------- | ---------- |
| Température minimale moyenne (°C)     | 1                | 1,3              | 3,3             | 4,9           | 8,7             | 11,5          | 13,4            | 13,8           | 10,5          | 7,8             | 3,7             | 1,7              | 6,8        |
| Température moyenne (°C)              | 3,7              | 4,5              | 7,7             | 9,8           | 14,3            | 17,4          | 19,4            | 20             | 15,5          | 11,8            | 6,6             | 4,1              | 11,2       |
| Température maximale moyenne (°C)     | 6,4              | 7,8              | 12              | 14,8          | 19,8            | 23,2          | 25,4            | 26,1           | 20,6          | 15,7            | 9,5             | 6,5              | 15,7       |
| Record de froid (°C) date du record   | −16,7 02.01.1997 | −11,3 22.02.1996 | −12,6 01.03.05  | −5,1 09.04.03 | −0,2 05.05.1996 | 2,1 04.06.01  | 6,5 04.07.1998  | 5,7 28.08.1998 | 2,6 25.09.02  | −4,2 30.10.1997 | −9,4 23.11.1998 | −13,8 29.12.1996 | −16,7 1997 |
| Record de chaleur (°C) date du record | 15,6 09.01.1998  | 20,5 14.02.1998  | 22,9 23.03.1996 | 26,9 30.04.05 | 30,5 27.05.05   | 36,1 26.06.01 | 37,2 20.07.1995 | 39,8 07.08.03  | 32,4 11.09.00 | 26,8 09.10.1995 | 20,4 04.11.1993 | 16,8 07.12.00    | 39,8 2003  |
| Précipitations (mm)                   | 66,1             | 61,3             | 57,2            | 60,4          | 69              | 63,1          | 58,8            | 60,6           | 61,1          | 77,5            | 72,4            | 78,5             | 786        |

| Diagramme climatique                                  |            |           |             |           |              |              |              |              |             |            |            |
| J                                                     | F          | M         | A           | M         | J            | J            | A            | S            | O           | N          | D          |
| 6,4166,1                                              | 7,81,361,3 | 123,357,2 | 14,84,960,4 | 19,88,769 | 23,211,563,1 | 25,413,458,8 | 26,113,860,6 | 20,610,561,1 | 15,77,877,5 | 9,53,772,4 | 6,51,778,5 |
| Moyennes : • Temp. maxi et mini °C • Précipitation mm |            |           |             |           |              |              |              |              |             |            |            |

Les paramètres climatiques de la commune ont été estimés pour le milieu du siècle (2041-2070) selon différents scénarios d'émission de gaz à effet de serre à partir des nouvelles projections climatiques de référence DRIAS-2020. Ils sont consultables sur un site dédié publié par Météo-France en novembre 2022.

## Urbanisme

### Typologie
Au 1er janvier 2024, Coulours est catégorisée commune rurale à habitat très dispersé, selon la nouvelle grille communale de densité à sept niveaux définie par l'Insee en 2022.
Elle est située hors unité urbaine. Par ailleurs la commune fait partie de l'aire d'attraction de Sens, dont elle est une commune de la couronne,. Cette aire, qui regroupe 65 communes, est catégorisée dans les aires de 50 000 à moins de 200 000 habitants,.

### Occupation des sols
L'occupation des sols de la commune, telle qu'elle ressort de la base de données européenne d’occupation biophysique des sols Corine Land Cover (CLC), est marquée par l'importance des territoires agricoles (91 % en 2018), une proportion identique à celle de 1990 (91 %). La répartition détaillée en 2018 est la suivante : 
terres arables (80,8 %), forêts (7,5 %), prairies (5,6 %), zones agricoles hétérogènes (4,6 %), zones urbanisées (1,4 %). L'évolution de l’occupation des sols de la commune et de ses infrastructures peut être observée sur les différentes représentations cartographiques du territoire : la carte de Cassini (XVIIIe siècle), la carte d'état-major (1820-1866) et les cartes ou photos aériennes de l'IGN pour la période actuelle (1950 à aujourd'hui).

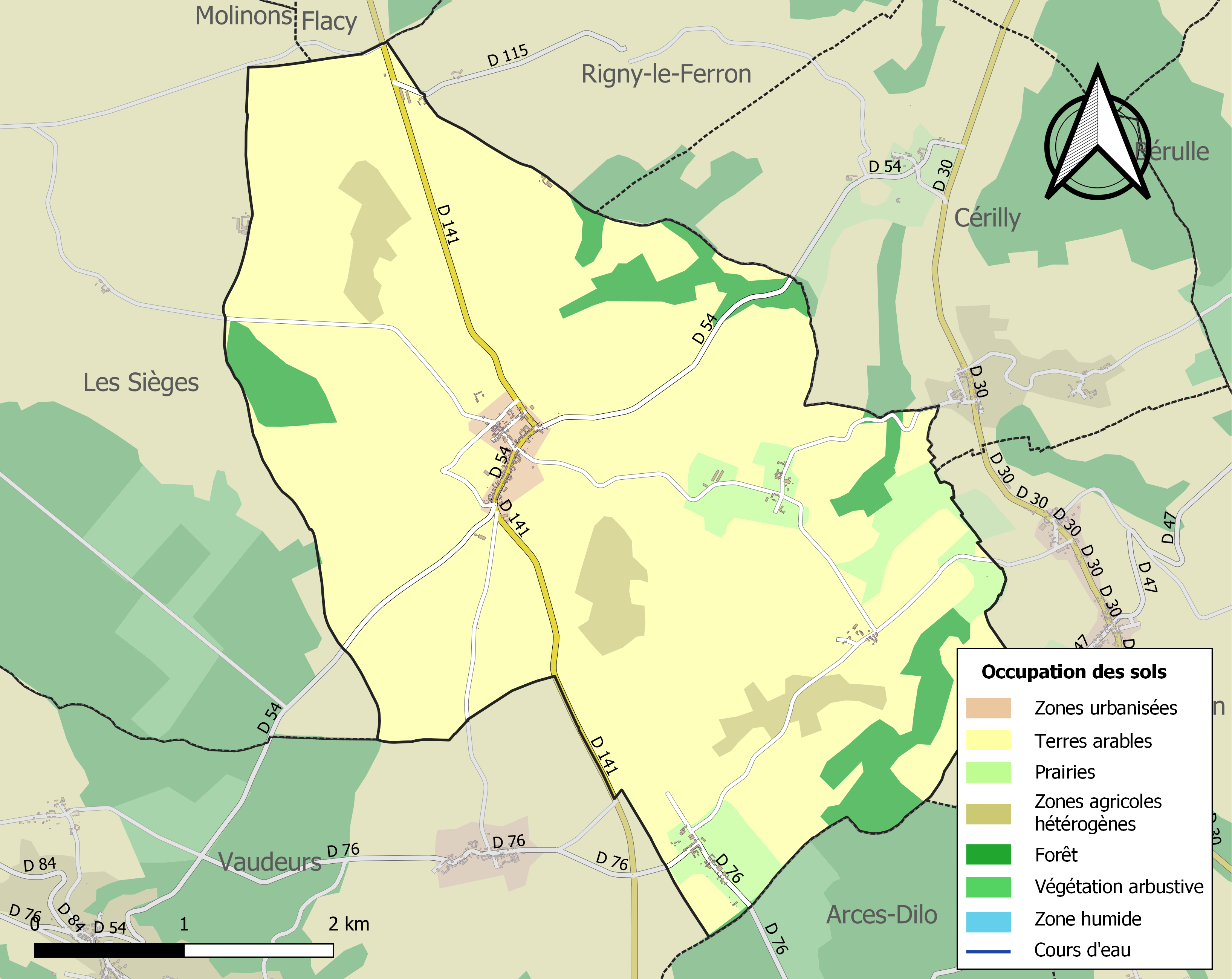
Carte des infrastructures et de l'occupation des sols de la commune en 2018 (CLC).

## Histoire
Le 29 novembre 1870, une vingtaine de soldats prussiens regroupés sur la place du village sont attaqués par environ 150 francs-tireurs du Doubs. 3 d'entre eux sont tués et 2 grièvement blessés. Le lendemain, 300 hommes capturent tous les habitants du village et les réunissent avant de piller Coulours pendant près de quatre heures. Seules les maisons du maire et trois autres, où avaient été transportés des soldats prussiens la veille, sont épargnées. Le village échappe à l'incendie grâce à l'intervention du maire.

## Politique et administration
| Période                                  | Période  | Identité           | Étiquette | Qualité |
| ---------------------------------------- | -------- | ------------------ | --------- | ------- |
| Les données manquantes sont à compléter. |          |                    |           |         |
| avant 1995                               | 2001     | Monique Baudey     | DVD       |         |
| 2001                                     | 2008     | Guy Métais         |           |         |
| 2008                                     | En cours | Christine Vaillant |           |         |

## Démographie

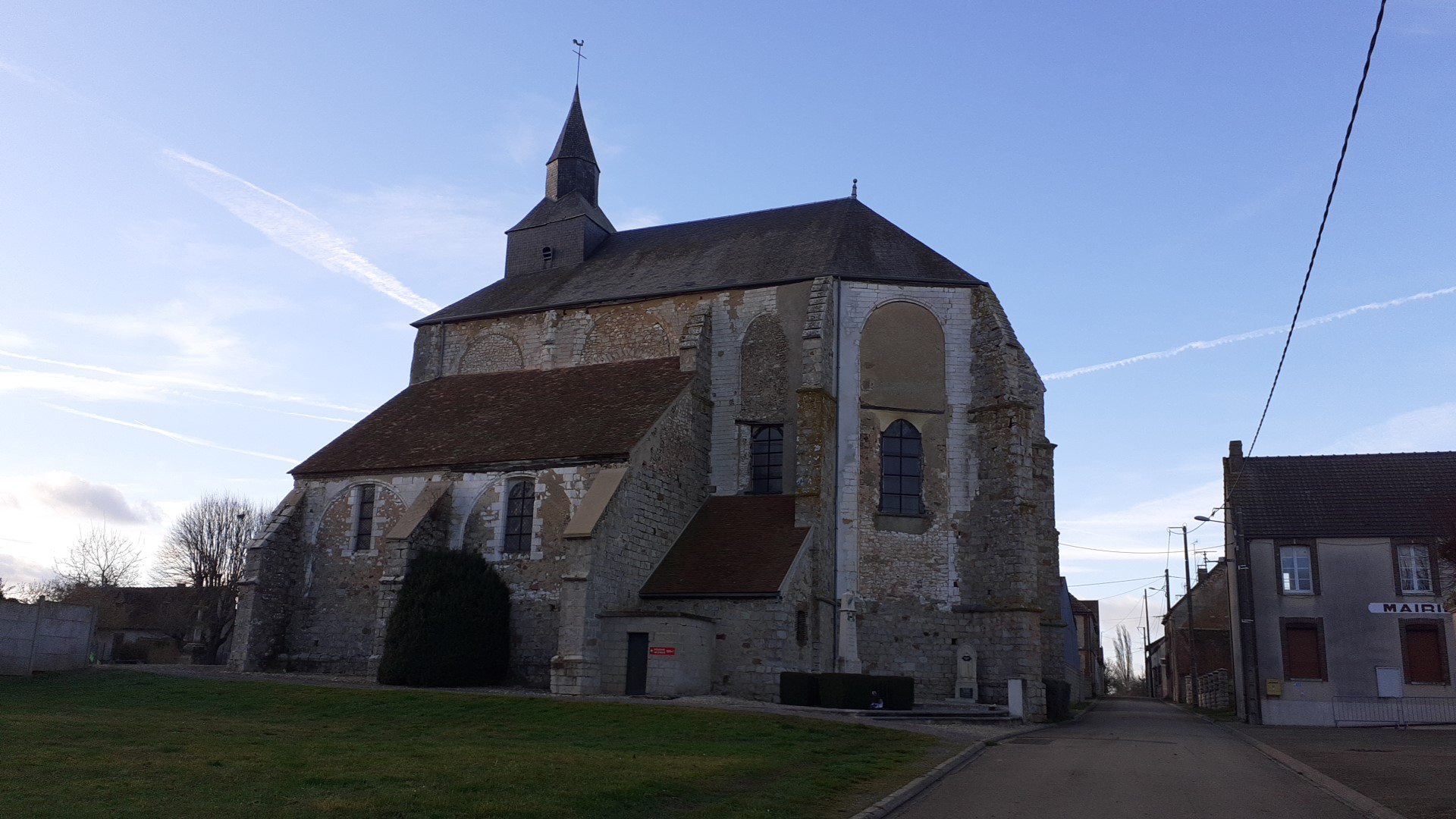
L'église un soir

L'évolution du nombre d'habitants est connue à travers les recensements de la population effectués dans la commune depuis 1793. Pour les communes de moins de 10 000 habitants, une enquête de recensement portant sur toute la population est réalisée tous les cinq ans, les populations de référence des années intermédiaires étant quant à elles estimées par interpolation ou extrapolation. Pour la commune, le premier recensement exhaustif entrant dans le cadre du nouveau dispositif a été réalisé en 2006.

En 2022, la commune comptait 140 habitants, en évolution de +3,7 % par rapport à 2016 (Yonne : −1,95 %, France hors Mayotte : +2,11 %).
| 1793 | 1800 | 1806 | 1821 | 1831 | 1836 | 1841 | 1846 | 1851 |
| ---- | ---- | ---- | ---- | ---- | ---- | ---- | ---- | ---- |
| 540  | 522  | 509  | 402  | 504  | 537  | 535  | 528  | 536  |

| 1856 | 1861 | 1866 | 1872 | 1876 | 1881 | 1886 | 1891 | 1896 |
| ---- | ---- | ---- | ---- | ---- | ---- | ---- | ---- | ---- |
| 532  | 550  | 543  | 510  | 525  | 488  | 489  | 462  | 421  |

| 1901 | 1906 | 1911 | 1921 | 1926 | 1931 | 1936 | 1946 | 1954 |
| ---- | ---- | ---- | ---- | ---- | ---- | ---- | ---- | ---- |
| 426  | 407  | 401  | 357  | 352  | 332  | 316  | 270  | 259  |

| 1962 | 1968 | 1975 | 1982 | 1990 | 1999 | 2006 | 2011 | 2016 |
| ---- | ---- | ---- | ---- | ---- | ---- | ---- | ---- | ---- |
| 241  | 235  | 167  | 150  | 156  | 158  | 151  | 148  | 135  |

| 2021 | 2022 | - | - | - | - | - | - | - |
| ---- | ---- | - | - | - | - | - | - | - |
| 136  | 140  | - | - | - | - | - | - | - |

## Culture locale et patrimoine

### Lieux et monuments
- Commanderie de Coulours, (privée).

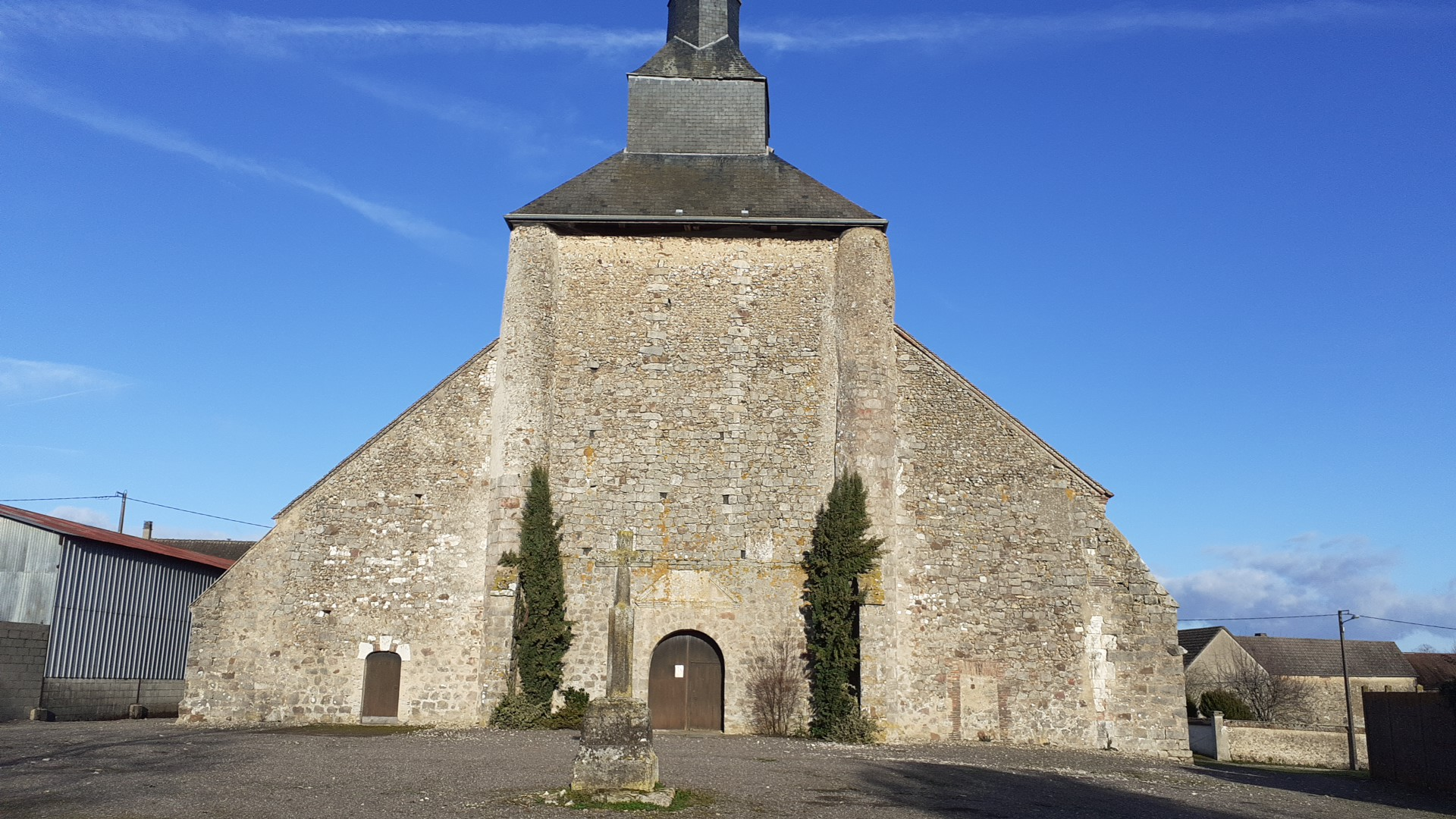
Façade de l'église

### Patrimoine naturel
La commune inclut une zone naturelle d'intérêt écologique, faunistique et floristique (ZNIEFF) : la ZNIEFF de la forêt d'Othe et ses abords, qui englobe 29 398 ha répartis sur 21 communes. Le milieu déterminant est la forêt ; on y trouve aussi eaux douces stagnantes, landes, fruticées, pelouses et prairies.

### Personnalités liées à la commune

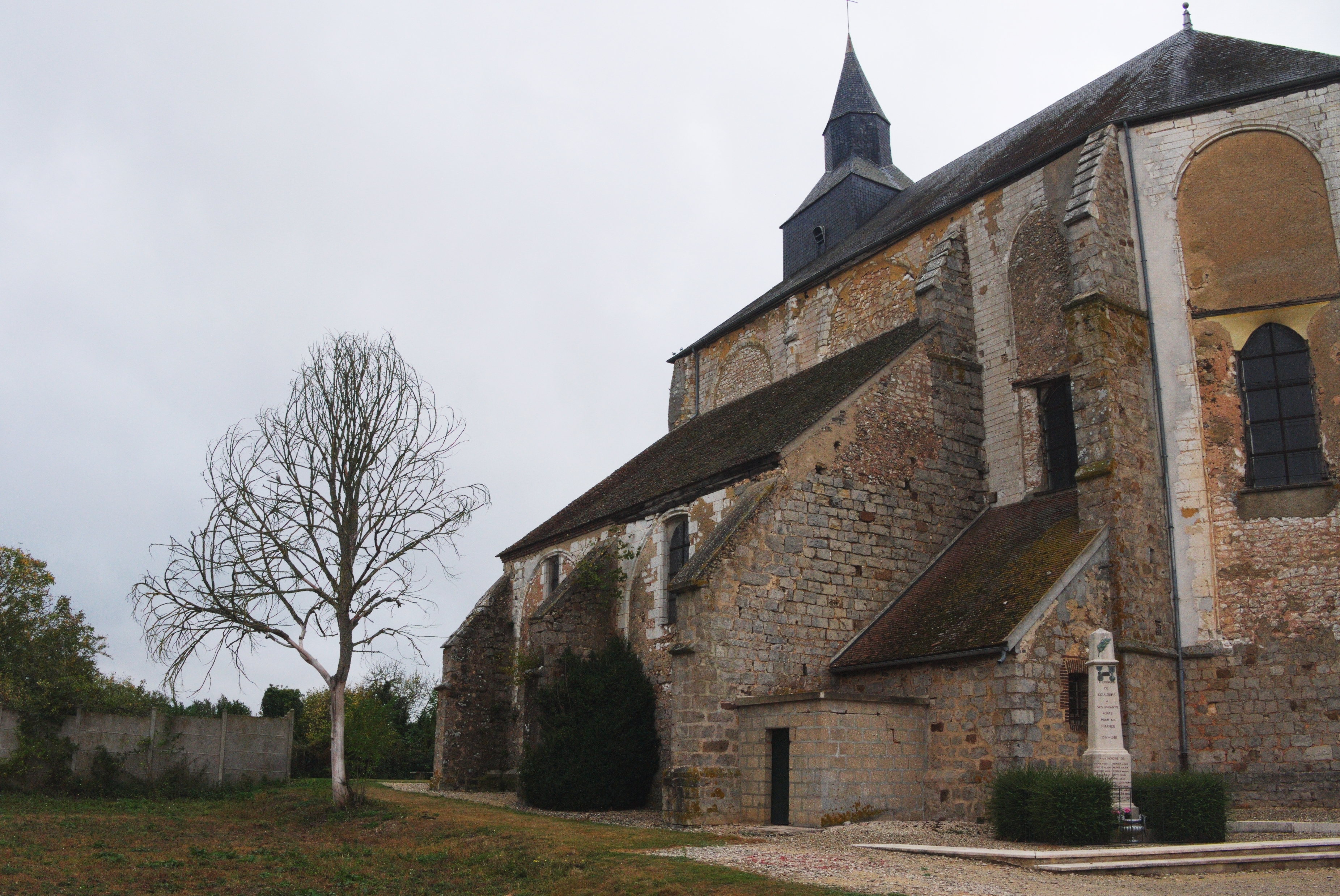
L'église du village

## Héraldique
| Blason de Coulours | Blason  | Écartelé : au 1er de sinople à l'agneau pascal d'argent portant un guidon du même chargé d'une croisette de gueules, au 2e d'or à la croix ancrée de gueules, au 3e d'or à la croix de Malte de gueules, au 4e de sinople à la feuille de chêne d'argent posée en bande. |
| Blason de Coulours | Détails | Création Jean-François Binon. Le statut officiel du blason reste à déterminer. |

## Pour approfondir